# Daniel Amokachi
Daniel Owefin Amokachi (Kaduna, Nigèria, 30 de desembre del 1972) és un futbolista nigerià retirat dels anys 90. Jugava de davanter.
La seva potència i força li valgué el sobrenom del "brau negre". Començà a destacar internacionalment al Bruges belga. Les seves bones actuacions portaren que L'Everton el fitxés per 3 milions de lliures. Allí no acabà de donar el que s'esperava i finalment fou traspassat al Besiktas per poc més de la meitat del que va costar al club anglès. Jugà amb la selecció de futbol de Nigèria entre 1990 i 1999 un total de 42 partits, marcant 34 gols. Fou medalla d'or als Jocs Olímpics d'Atlanta 1996 i participà en les fases finals de les copes del Món de 1994 i 1998. Una greu lesió va fer que abandonés el futbol el 1999.

## Trajectòria esportiva
- Ranchers Bees: 1989-1990
- Club Brugge: 1990-1994, 81 partits (55 gols)
- Everton FC: 1994-1996, 43 (40)
- Besiktas: 1996-1999, 77 (42)
- Nasarawa United: 2005